# Blue Lagoon: The Awakening
Blue Lagoon: The Awakening (El lago azul: El despertar en España y La laguna azul: El despertar en Hispanoamérica) es una película de televisión estadounidense del año 2012 dirigida por Mikael Salomon y Jake Newsome y protagonizada por Indiana Evans y Brenton Thwaites. Es la tercera parte de la trilogía de The Blue Lagoon basada en la novela The Blue Lagoon de H. Devere Stacpoole.

## Sinopsis
Emmaline Robinson y Dean McMullen son dos adolescentes estadounidenses que llevan una vida normal como estudiantes de preparatoria. Ambos van al mismo instituto, son del mismo grupo de clases y pertenecen a familias acaudaladas y bien portadas de la sociedad; sin embargo, tienen muy poco en común, debido a que sus personalidades son completamente distintas. Emmaline, conocida en su círculo social como "Emma", es una chica brillante, popular, proactiva y muy sensual, considerada como la más deseada por todos los jóvenes, que vive con sus padres y su hermana menor en una buena algarabía y un buen ambiente; mientras que, por otro lado, Dean es un chico rebelde, inadaptado, asocial y demasiado perezoso, lo que técnicamente lo convierte en un auténtico patán, que vive solo en su mundo sin importarle nada, ni siquiera a su padre viudo.
Los dos protagonistas realizan un viaje junto con sus compañeros de clase y sus profesores a Isla Trinidad para realizar un importante proyecto solidario, pero pronto queda claro que Emma es la única persona verdaderamente interesada en ese proyecto; Dean participa en el viaje obligatoriamente forzado por su padre, y los demás solo piensan en divertirse. El grupo de estudiantes se cuela en un barco con el fin de participar en una fiesta de carnaval, pero la policía llega para hacer una redada. Durante la confusión, Emma cae al mar y Dean salta al agua para rescatarla. Los dos suben a un bote salvavidas, pero tras una tormenta son arrastrados a una isla desierta.
Solos en la isla, Emma y Dean se ven obligados a unir fuerzas para sobrevivir, lo que les da la oportunidad para conocerse mejor. Poco a poco, la desconfianza da paso a una tímida amistad, luego a una evidente atracción mutua y por último a un profundo amor. Mientras tanto, las familias de ambos jóvenes los buscan desesperadamente.
Después de pasar más de tres meses en la isla, los jóvenes son rescatados por un helicóptero con destino a Venezuela y devueltos a la civilización, donde no solo se reencuentran con familiares y amigos, sino que además los medios de comunicación publican su historia. Después del rescate, la fama separa a la pareja dado que Emma adquiere más notoriedad que nunca, mientras que Dean sigue siendo poco popular, aunque ambos se extrañan mutamente.
Llega el final del curso, y con él el baile, al que Emma asiste acompañada de su hermana. Dean decide quedarse en casa, pero su padre, conocedor de sus sentimientos, lo anima a ir. Al final los jóvenes se reconcilian con un beso y terminan bailando bajo la fuerte lluvia.

## Reparto
- Indiana Evans - Emmaline "Emma" Robinson
- Brenton Thwaites - Dean McMullen
- Denise Richards - Barbara Robinson (la madre de Emma)
- Patrick St. Esprit - Jack McMullen (padre de Dean)
- Frank John Hughes - Phil Robinson (padre de Emma)
- Alix Elizabeth Gitter - Lizzie (mejor amiga de Emma)
- Carrie Wampler - Stacey Robinson (hermana pequeña de Emma)
- Hayley Kiyoko - Helen (amiga de Emma)
- Aimee Carrero - Jude (amiga de Emma)
- Annie Tedesco - Ms. Collier (una de las profesoras del viaje)
- Christopher Atkins - Mr. Christiansen (uno de los profesores del viaje)

## Curiosidades
- Christopher Atkins que hace de profesor, fue el protagonista de la película original de 1980 junto a Brooke Shields.

- Datos: Q4142279